# Meriç Artaç
Meriç Artaç (Istanbul,1990) is een Turks - Nederlandse componist van hedendaagse klassieke muziek, wonend en werkend in Nederland. In haar composities ligt de focus op muziektheater en opera, en haar werken zijn zowel akoestisch als elektronisch van aard. Haar interesse in multidisciplinair werk leidt tot samenwerkingen met dans-, theater- en filmmakers.

## Levensloop

### Opleiding
Meriç Artaç begon haar muzikale opleiding op 5-jarige leeftijd toen ze voor pianolessen naar het Staatsconservatorium van de Universiteit van Istanbul ging. Aan deze school behaalde ze op 18-jarige leeftijd haar diploma, naast een baccalauréat aan het Franse Lycée Saint-Michel, een internationale school in Istanbul.
Na haar afstuderen verhuisde ze naar Rotterdam om aan het Rotterdams conservatorium compositie te studeren bij Peter-Jan Wagemans en René Uijlenhoet. In 2015 studeerde zij cum laude af met een masterdiploma. Tijdens haar studie in Rotterdam specialiseerde ze zich in het componeren van muziek voor theaterprojecten en opera. 

### Componist
In 2015 richtte Artaç haar eigen productiebedrijf op, Meriç Artaç Productions. Van 2016 - 2021 was ze artistiek directeur van het AKOM Ensemble, een ensemble voor hedendaagse klassieke muziek. Behalve met het AKOM Ensemble werkte ze als componist ook samen met het ASKO/Schönberg Ensemble en het Doelen Ensemble.
In maart 2018 ging haar werk Gaia in opdracht van het Doelen Ensemble in première in het DeLaMar Theater. In 2020 ging haar celloconcert FALAZ in première op de Cello Biënnale Amsterdam door Pieter Wispelwey en het Score Collective ensemble.
In oktober 2022 ging haar nieuwe kamerorkeststuk Holy Slime voor het Pynarello Ensemble in première en toerde aansluitend door Nederland. Het Nederlands Kamerorkest speelde in februari 2023 de première van Overture to the Sun in het Koninklijk Concertgebouw in Amsterdam.
Op 17 juni, de Dag van de Componist, was Artaç voor een dag stadscomponist van Amsterdam. In opdracht van het Holland Festival schreef ze het openingswerk van die dag, Babadu.

#### Opera
In 2015 werd haar opera Kayra uitgevoerd tijdens de Gaudeamus Muziekweek in Utrecht. Deze opera werd tevens in 2019 uitgevoerd op het Callejón del Ruido festival in Mexico op uitnodiging van Orquesta Sinfónica de la Universidad de Guanajuato. 
In 2018 ging haar opera Madam Koo in Amsterdam in première, uitgevoerd door het AKOM ensemble. Samen met regisseur Ingrid Askvik maakte Artaç een absurdistische kameropera over de zoektocht naar vertrouwen in tijden van wantrouwen en angst. In de opera, die zich afspeelt op een adres in de Beethovenstraat in Amsterdam, komen verschillende verhaallijnen samen: de terreuraanslagen in 2015 en 2016 en de daaropvolgende angstcultuur in Europese steden en Turkije; verhalen uit het boek De Beethovenstraat (van Frank van Kolfschooten) over Duits-joodse vluchtelingen die zich daar in 1933 vestigden, en over de tramhalte vanwaar duizenden joodse inwoners naar het Centraal Station werden gedeporteerd; en het afbrokkelende vertrouwen tussen mensen en groeiende angst jegens elkaar. In de opera staan mensen centraal met verschillende culturele achtergronden en gewoonten die buren van elkaar zijn. Door hun onderlinge relaties te belichten onderzoekt haar opera de gevolgen van wantrouwen en achterdocht voor de samenleving en voor individuen. In seizoen 2019-2020 ging Madam Koo op tournee.
In augustus 2019 ging haar opera VrouwenStemmen in première op het Grachtenfestival.
Van 2019 - 2021 was Artaç artist in residence bij Festival Dag in de branding. Ze heeft bijgedragen aan acht edities van het festival en bracht haar opera The Arrival of Mr. Z in november 2021 in première in de Nieuwe Kerk in Den Haag. Deze opera kende een voorgeschiedenis van verschillende personages die in eerdere edities van dit festival in première gingen, culminerend in deze opera (ook genaamd: Mr. Zanzun’s House of Characters): Rudan, een drukke zakenman (2019), Zizos, de waakhond van Mr Z. (2020), Yori, een angstig en kwetsbaar persoon (2020), Geçe, een tragische vrouw die alleen in het donker leeft (2021), Korke, een narcistische vrouw (2021) en Mr. Zanzun, een gecompliceerd, manipulatief personage met twee verschillende kanten: aan de buitenkant is hij een joviale, sociaal geaccepteerde figuur, maar tegelijk is hij een jager die andere, zwakkere personages onder zijn controle brengt en zo een groep van mensen creëert die hem volgen en gehoorzamen. Elk van de personages wordt door Artaç op een specifieke wijze (instrumentatie, melodisch en ritmisch materiaal) muzikaal weergegeven.
In 2020 kon wegens tijdens de coronapandemie de seizoensopener Mefistofele van De Nationale Opera (DNO) niet doorgaan. De leiding van DNO besloot toen om jonge muziektheatermakers uit te nodigen het gat in de programmering te vullen onder de titel FAUST (working titel). Hiermee gaf DNO ruimte aan "andere muziek, geluiden en talen, en de overvloed aan stemmen in de wereld. Samen met inspirerende componisten, arrangeurs en muzikanten van verschillende herkomst, verbeeldt het team een nieuw landschap in de wereld van het muziektheater." Ook Artaç werd uitgenodigd, en haar arrangement van The Moon Bridge van Florence Price werd uitgevoerd in deze productie.
In mei 2021 ging haar Prologue Lullaby, gecomponeerd voor de opera Dido & Aeneas van Purcell, in première in het Muziekgebouw aan 't IJ in Amsterdam. Het werk werd in 2022 eveneens uitgevoerd tijdens het International Bach Festival in Teatro Pérez Galdos, Gran Canaria.

#### Overig
Sinds september 2018 is Artaç docent compositie aan het Conservatorium van Amsterdam en is ze coördinator van de compositieafdeling van het Rotterdams Conservatorium (Codarts). Ook dirigeerde ze het Rotterdams - Turks Klassieke Kunstmuziekkoor (Rotterdam Klasik Türk Sanat Müziği Korosu’nu).

## Werkenlijst
- 2012 Happy Bassoon Piece - fagot solo
- 2013 The Writer Quadraphonic - elektronica
- 2013 Pictures - Muzikale weergave van De Schreeuw (Edvard Munch), Herfst (Claude Monet), een Picasso, Sabina in het gras (Donald Zolan) en  De sterrennacht (Vincent Van Gogh) - ensemble
- 2013 The Clock - slagwerkensemble
- 2013 Café Dorst - muziektheater voor sopraan, acteur, hobo en hoorn
- 2014 Cemetery Wake-up - ensemble
- 2014 Resurrection of Cemetery Wake-up - ensemble
- 2015 Iris - ensemble
- 2015 Lotlozar - muziektheater
- 2015 KAYRA - opera
- 2016 Abashante! - ensemble en dans
- 2016 Zonderland - muziektheater "voor 2 prinsessen en 4 luidsprekers"
- 2018 GAIA - 4 spreekstemmen, piano-, klarinet- en vioolsolisten met ensemble en dans
- 2018 Madame Koo - kameropera
- 2018 Hopper - klarinet, viool, piano, ensemble
- 2019 Rudan's Coffee Break (uit Mr Z.) - versie voor strijkkwartet of ensemble (fluit, klarinet, piano, viool, cello) en elektronica
- 2020 Zizos (uit Mr Z.) - sopraan, bariton, fluit, spreekstem en slagwerk
- 2020 FALAZ - concert voor cello en ensemble, in opdracht van Score Collective Ensemble en voor Pieter Wispelwey
- 2020 FAUST (Working title): The Moon Bridge - opdracht van DNO
- 2020 Yori (uit Mr Z.) - elektronica, basklarinet, strijktrio en mime-speler
- 2021 Prologue Lullaby - bij opera Dido and Aeneas - sopraan, mezzosopraan, vrouwenkoor, ensemble en danser
- 2021 Geçe (uit Mr Z.) - sopraan, bajan
- 2021 Korke (uit Mr Z.) - fluit, percussie en tapdanser
- 2021 The Arrival of Mr. Z / Mr. Zanzun’s House of Characters - opera
- 2022 Holy Slime - kamerorkest
- 2022 Lost & Found - zangers en ensemble
- 2023 AardZee - ensemble
- 2023 Babadu - 2 trombones, hobo en hoorn - opdracht Holland Festival voor de Dag van de Componist
- 2023 Overture to the Sun - kamerorkest

## Prijzen
2017 Rotterdamse School Compositieprijs, een prijs van het Doelen Ensemble die jaarlijks wordt uitgereikt aan een compositiestudent van Codarts - voor The Writer Quadrophonic (2013)

## Externe Links
- Prologue Lullaby op YouTube door Irene Verburg, Tania Lorenzo, het Nationaal Jeugdkoor en Ensemble Music Stages o.l.v. Michael Gieler
- De karakters in The arrival of Mr Z op YouTube
- Ouverture to the sun door het Nederlands Kamerorkest o.l.v. Alejandro Cantalapiedra
- Componist Meriç Artaç over Overture to the Sun op YouTube
- Video met verslag de Dag van de Componist vanaf 13'30'', 17 juni 2023